# Отава (река)
Отава (енгл. Ottawa River, фр. Rivière des Outaouais) је река у источној Канади дуга 1.271 km. Површина слива износи 179.000 km². Протиче кроз многа језера, а у доњем току прави слапове и брзаке. Недалеко од Монтреала утиче у реку Сен Лорен. Канал Ридо (Rideau) повезује је са језером Онтарио.